# Sällstorps församling
Sällstorps församling var en församling  i Göteborgs stift. Församlingen uppgick 2006 i Veddige församling.

## Administrativ historik
Församlingen har medeltida ursprung.
Församlingens status före 1535 är oklar, från 1535 är församlingen annexförsamling i pastoratet Veddige, Ås och Sällstorp.  Församlingen införlivades 2006 i Veddige församling tillsammans med Ås församling.
Församlingskod var 138317.

## Kyrkor
- Sällstorps kyrka